# Rhyacophila articulata
Rhyacophila articulata är en nattsländeart som beskrevs av Morton 1900. Rhyacophila articulata ingår i släktet Rhyacophila och familjen rovnattsländor. Inga underarter finns listade i Catalogue of Life.